# Nerocila pigmentata
Nerocila pigmentata là một loài chân đều trong họ Cymothoidae. Loài này được Bal & Joshi miêu tả khoa học năm 1959.